# Hamidreza Estili
Hamidreza Estili ou Hamid Reza Estili (en persan : حمیدرضا استیلی) est un footballeur iranien, né selon les sources le 4 janvier 1967,, le 1er avril 1967 ou le 11 janvier 1971.

## Biographie
En tant que milieu de terrain, il fut international iranien à 82 reprises (1990-2000) pour 12 buts. Il participa à la Coupe d'Asie des nations de football 1992, où l'Iran fut éliminé au 1er tour. De même il participa à l'édition de 1996, terminant 3e du tournoi.
Il participa à la Coupe du monde de football 1998, en France, la 2e apparition en phase finale après 1978. Jouant les 3 matchs de l'Iran (Allemagne, les États-Unis et la RF Yougoslavie) en tant que titulaire, il inscrit à la 40e minute le premier but de l'Iran dans ce tournoi, contre les États-Unis, dans un match symbolique.
Il participa aussi à la Coupe d'Asie des nations de football 2000, au Liban, qui est sa dernière compétition avec la sélection. En plus d'être le capitaine, il inscrit un doublé contre le pays organisateur, mais fut éliminé en quarts de finale.
Il joua dans des clubs iraniens (Paas Teheran, Persepolis Teheran F.C. et Bahman FC) et eut deux expériences à l'étranger (Geylang United FC et Al Qadisiya Koweït).
Il a été entraîneur adjoint de l'équipe iranienne de Persepolis Teheran F.C. (2004–2006 et 2007–2008).

## Clubs
- 1989-1992 :  Paas Teheran
- 1992-1993 :  Persepolis Teheran F.C.
- 1993-1994 :  Bahman FC
- 1994-1995 :  Al Qadisiya Koweït
- 1995-1996 :  Bahman FC
- 1996 :  Geylang United FC
- 1996-1998 :  Bahman FC
- 1998-2004 :  Persepolis Teheran F.C.

## Palmarès
Avec l'Iran
- Coupe d'Asie des nations de football
  - Troisième en 1996

Avec Paas Teheran
- Championnat d'Iran de football

- - Champion en 1991 et en 1992

Avec Persepolis Teheran F.C.
- Championnat d'Iran de football
  - Champion en 1999, en 2000 et en 2002
- Coupe d'Iran de football
  - Vainqueur en 1999
  - Finaliste en 1997

Avec Al Qadisiya Koweït
- Championnat du Koweït de football
  - Vice-champion en 1995

Avec Geylang United FC
- Championnat de Singapour de football
  - Champion en 1996
- Coupe de Singapour de football
  - Vainqueur en 1996